# Крыкнарат (Белебеевский район)
Крыкнарат — вымершая деревня (бывшее село) Рассветовского сельсовета Белебеевского района.
Была заселена русскими.
Статус «село» в царской России селению давала нахождение церкви и церковного прихода. В Крыкнарате был построен (1909) Сергиевский монастырь, церковная община появилась в 1906.
Книга «Населенные пункты Башкортостана. Часть 1. Уфимская губерния. 1877» сообщает про историю деревни следующее:

Белебеевский уезд, 2 — ой стан, по левую сторону коммерческого тракта из г. Белебея в г. Бугульму:
№ 645 д. Крыкнарат (Крыкнаусат), рус., расположена при рч. Крыкнарате, расстояние от уездного города 12 верст, расстояние от становой квартиры 35 верст, число дворов 112, число жителей м.п. 257, ж.п. 266. В деревне имелась водяная мельница. Жители кроме земледелия и скотоводства занимались плотничеством.— Населенные пункты Башкортостана. Ч. I. Уфимская губерния, 1877. – Уфа:Китап, 2002. Стр.190.
В 1913 году здесь родился Семен Михайлович Чугункин. Он воевал в 47 отдельном авиационном полку дальних разведчиков: Смоленск-Минск, Биникони (ЛССР), Крынки (Польша), Мадлип, Торн (Польша), Рогзов (Германия). Воинское звание — гвардии старший сержант. Демобилизован в 1945 году.
Во время гражданской войны в 1919 году деревню Крыкнарат взял 13-й кавалерийский полк имени Степана Разина бригады Каширина.
Деревня исчезла официально в 1984 году.
Указ Президиума ВС Башкирской АССР от 31.08.1984 N 6-2/236 «Об исключении некоторых населенных пунктов Белебеевского района из учетных данных административно-территориального устройства Башкирской АССР» гласил:

Президиум Верховного Совета Башкирской АССР постановляет:
В связи с переселением жителей в другие населенные пункты исключить из учетных данных административно-территориального устройства Башкирской АССР:
д. Вознесенка Ермолкинского сельсовета;
п. участка горместпрома Ермолкинского сельсовета;
д. Крыкнарат Рассветовского сельсовета.
Председатель
Президиума Верховного Совета
Башкирской АССР
Ф.СУЛТАНОВ
Уфа, 31 августа 1984 года

N 6-2/236— http://www.volganews.info/oblast5/terraan/ip-ksgqiz4.htm
Статус исчезающей деревни у тёзки в Миякинском районе, где официально проживает один житель.